# Plectris laeviscutata
Plectris laeviscutata är en skalbaggsart som beskrevs av Moser 1918. Plectris laeviscutata ingår i släktet Plectris och familjen Melolonthidae. Inga underarter finns listade i Catalogue of Life.